# Carl Genzken

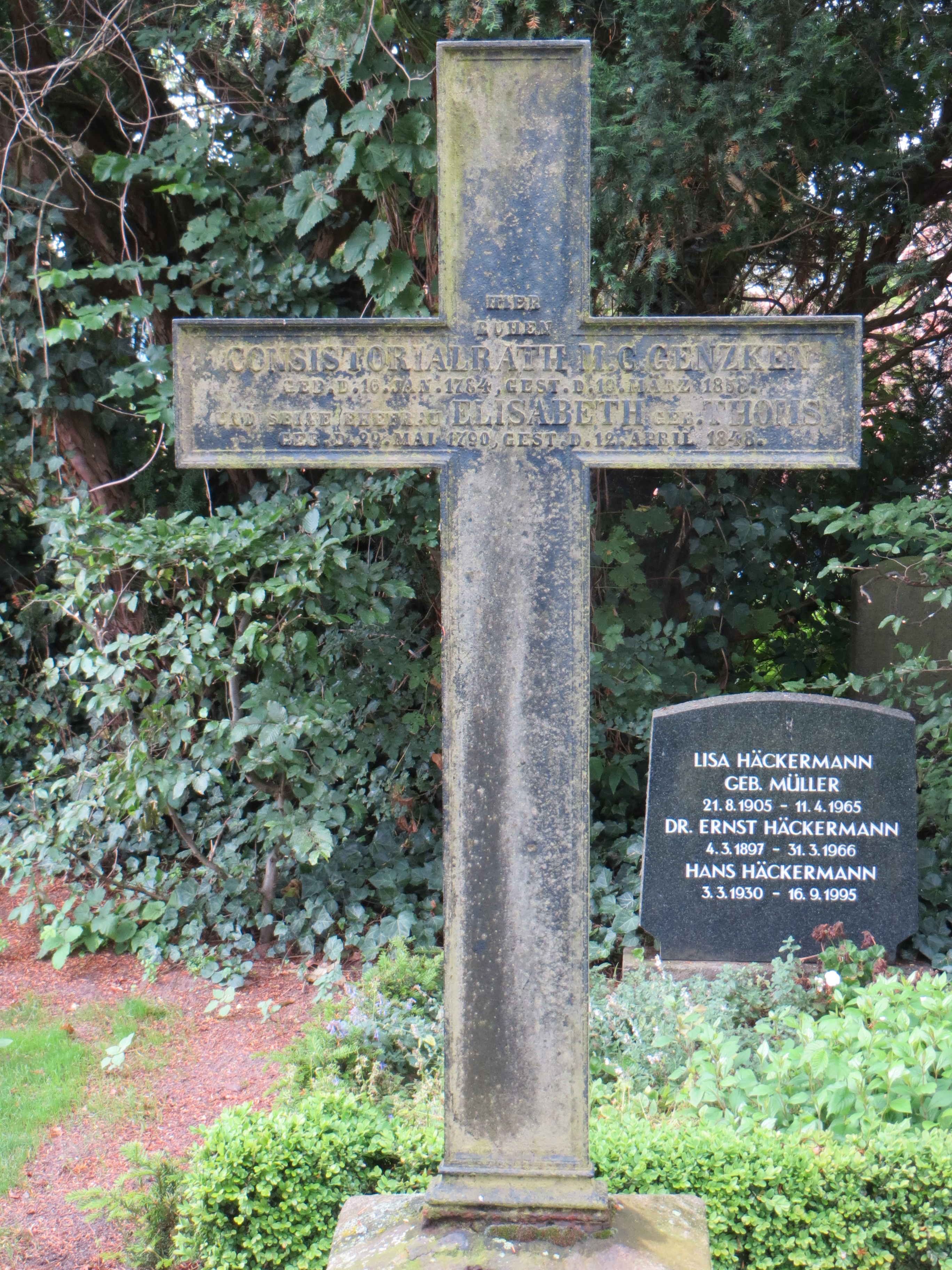
Grab von Carl Genzken und seiner Frau auf dem Friedhof am Ratzeburger Dom

Carl Genzken, auch Karl Genzken (* 16. Januar 1784 in Stralsund; † 19. März 1858 in Domhof Ratzeburg) war ein deutscher evangelisch-lutherischer Geistlicher und Dompropst am Ratzeburger Dom.

## Leben
Carl Genzken war ein Sohn des Pastors an der Stralsunder St.-Jakobi-Kirche Jochen Niclas Genzken (1753–1784). Er besuchte das Gymnasium Stralsund und studierte Evangelische Theologie an den Universitäten Göttingen (1802–1805), Greifswald (1806) und ab Oktober 1806 Rostock.
1809 wurde er zum Nachmittagsprediger und 1818 zum Pastor der Nikolaikirche (Rostock) berufen. 1822 wechselte er nach Lüneburg als Hauptpastor an St. Johannis. 1831 kam er als Dompropst an den Ratzeburger Dom, wo er bis an sein Lebensende blieb. Er wurde Leiter der Großherzoglichen Konsistorial-Kommission für Mecklenburg-Strelitz und erhielt den Titel Konsistorialrat. In seine Amtszeit fällt die Reform des Landschulwesen im Fürstentum Ratzeburg.
Seit 1837 war er Mitglied des Vereins für mecklenburgische Geschichte und Altertumskunde.
1811 heiratete er Christine Benedikta Elisabeth, geb. Thoms (1790–1848), eine Tochter des Kastellans am großherzoglichen Palais in Rostock. Von den Söhnen des Paares wurde Ernst (1811–1882) Pastor in Mölln und Schwarzenbek; Heinrich (1813–1877) Präpositus in Wesenberg; Friedrich (1817–1875) Jurist und Abgeordneter; die Tochter Karoline (1815–1834) heiratete den späteren Kammerrat Johann Friedrich Kuntze.
Genzken wurde auf dem Domfriedhof in Ratzeburg beigesetzt; sein eisernes Grabkreuz ist erhalten.

## Werke
- Anrede im Namen aller Bewohner Rostocks an die heimgekehrten vaterländischen Krieger auf dem Neuen Markt gehalten … den 17ten July 1814.  1814
- Predigten über apostolische Texte.  Rostock: Adler 1817
- Kurzer Abriß der Mecklenburgischen Geschichte: zunächst für seine Schüler.  Rostock: Adler 1820 (Digitalisat)
- Sammlung einiger Predigten, meistens über epistolische Texte. Lüneburg: Herold & Wahlstab 1824
- Entwurf zur Landesherrlich bestätigten Schul-Ordnung für die Land-Schulen im Fürstenthume Ratzeburg 1834
- Ausgewählte Predigten Schwedischer Kanzelredner des neunzehnten Jahrhunderts aus dem Schwedischen übersetzt. 1843